# العلاقات الأمريكية الكونغوية
العلاقات الأمريكية الكونغوية هي العلاقات الثنائية التي تجمع بين الولايات المتحدة وجمهورية الكونغو.

## مقارنة بين البلدين
هذه مقارنة عامة ومرجعية للدولتين:
| وجه المقارنة                                              | الولايات المتحدة                                                                                                  | [[تصنيف:صفحات تستخدم رمز علم غير موجود\|]] جمهورية الكونغو |
| --------------------------------------------------------- | --- | ---------------------------------------------------------- |
| المساحة (كم2)                                             | 9.83 مليون | 342.00 ألف                                                 |
| عدد السكان (نسمة)                                         | 311.58 مليون | 5.26 مليون                                                 |
| الكثافة السكانية (ن./كم²)                                 | 31.7 | 15.38                                                      |
| العاصمة                                                   | واشنطن العاصمة | برازافيل                                                   |
| اللغة الرسمية                                             | لغة إنجليزية | لغة فرنسية                                                 |
| العملة                                                    | دولار أمريكي | فرنك وسط أفريقي                                            |
| الناتج المحلي الإجمالي (بليون دولار)                      | 19.39 تريليون | 8.72 مليار                                                 |
| الناتج المحلي الإجمالي (تعادل القوة الشرائية) بليون دولار | 18.04 تريليون | 29.48 مليار                                                |
| الناتج المحلي الإجمالي الاسمي للفرد دولار أمريكي          | 56.12 ألف | 1.85 ألف                                                   |
| الناتج المحلي الإجمالي للفرد دولار أمريكي                 | 54.63 ألف |                                                            |
| مؤشر التنمية البشرية                                      | 0.920 | 0.591                                                      |
| رمز المكالمات الدولي                                      | +1 | +242                                                       |
| رمز الإنترنت                                              | .us، حكومة، .mil، Edu.                                                                                            | .cg                                                        |
| المنطقة الزمنية                                           | توقيت ساموا الأمريكية، توقيت أطلنطي موحد، منطقة زمنية وسطى، توقيت ألاسكا ‏، المنطقة الزمنية الجبلية، توقيت تشامرو ‏ | ت ع م+01:00                                                |

## مدن متوأمة
في ما يلي قائمة باتفاقيات التوأمة بين مدن أمريكية وكونغولية:
- ترتبط نيو أورلينز مع بوانت-نوار باتفاقية توأمة منذ 14 يوليو 1995.

## منظمات دولية مشتركة
يشترك البلدان في عضوية مجموعة من المنظمات الدولية، منها:
| علم المنظمة | اسم المنظمة                               | تاريخ انضمام الولايات المتحدة | تاريخ انضمام جمهورية الكونغو |
| ----------- | ----------------------------------------- | ----------------------------- | ---------------------------- |
|             | الفريق المعني برصد الأرض                  | ?                             | ?                            |
|             | منظمة حظر الأسلحة الكيميائية              | ?                             | ?                            |
|             | منظمة الشرطة الجنائية الدولية             | ?                             | ?                            |
|             | البنك الإفريقي للتنمية                    | ?                             | ?                            |
|             | المركز الدولي لتسوية المنازعات الاستشارية | 14 أكتوبر 1966                | 14 أكتوبر 1966               |
|             | وكالة ضمان الاستثمار متعدد الأطراف        | 12 أبريل 1988                 | 16 أكتوبر 1991               |
|             | منظمة التجارة العالمية                    | ?                             | ?                            |
|             | يونسكو                                    | 4 نوفمبر 1946                 | 24 أكتوبر 1960               |
|             | مؤسسة التنمية الدولية                     | 24 سبتمبر 1960                | 8 نوفمبر 1963                |
|             | الأمم المتحدة                             | 24 أكتوبر 1945                | 20 سبتمبر 1960               |
|             | البنك الدولي للإنشاء والتعمير             | 27 ديسمبر 1945                | 10 يوليو 1963                |
|             | مؤسسة التمويل الدولية                     | 20 يوليو 1956                 | 1 أكتوبر 1980                |

## وصلات خارجية
- موقع وزارة الخارجية الأمريكية